# Antagoniste du récepteur du peptide lié au gène de la calcitonine
 (août 2025).
Les antagonistes du récepteur du peptide relié au gène de la calcitonine (CGRPR), communément appelés gépants, sont une classe de médicaments qui agissent comme antagonistes du récepteur du peptide relié au gène de la calcitonine. Ils sont utilisés en tant que traitement de fond de la migraine chronique.
En France, seuls le rimégépant et l'atogepant sont commercialisés, ce depuis 2023,. D'autres molécules existent, comme l'ubrogepant.